# Gradicom II (foguete)
O Gradicom II ou PCX2, é um foguete de sondagem Argentino, lançado em 11 de julho de 2011 de Chamical, província de Rioja. Sendo um foguete de dois estágios, foi uma evolução do seu antecessor o Gradicom I, com a expectativa de alcançar uma altitude de 100 a 120 km.

## Especificações
- Massa total: 933 kg
- Altura: 7,7 m